# Snooker Shoot-Out 2018
Le Snooker Shoot-Out 2018 est un tournoi de snooker professionnel à classification ranking comptant dans la saison 2017-2018. 
Le tournoi a évolué puisqu'il est devenu majeur en 2018 alors qu'il n'était que non-ranking la saison précédente. Cependant, la règle du temps est toujours présente : les joueurs ont 10 minutes pour disputer une manche et 15 secondes par coup puis 10 au bout de 5 minutes de match. Une fois le chronomètre écoulé, le joueur ayant marqué le plus de points s'impose. L'évènement avait également toujours lieu à Watford au Watford Colosseum.
Le tenant du titre est l'Écossais Anthony McGill qui s'était imposé contre le Chinois Xiao Guodong.
Cette année, à la surprise générale, c'est le Chypriote Michael Georgiou qui a remporté l'épreuve. En finale, il est venu à bout de Graeme Dott échouant donc une deuxième fois en deux semaines en finale d'un tournoi. Georgiou a été très impressionnant tout au long du tournoi, signant le meilleur break de l'évènement.

## Dotations
Répartition des prix :
- Vainqueur : 32 000 £

- Finaliste : 16 000 £

- Demi-finalistes : 8 000 £

- Quart de finalistes : 4 000 £

- Huitième de finalistes : 2 000 £

- Seizième de finalistes : 1 000 £

- Deuxième tour : 500 £
- Premier tour : 250 £

Meilleur break : 2 000 £
Dotation totale : 146 000 £

## Tableau

### Premier tour
8 et 9 février 2018.
| - Mark Davis 103–0 Anthony McGill - Mark Joyce 22–36 Alex Davies - Alan McManus 32–52 Ross Vallance - Duane Jones 58–20 Ben Woollaston - Craig Steadman 7–79 Ali Carter - Scott Donaldson 33–9 Yuan Sijun - Lyu Haotian 53–4 Xu Si - David Lilley 90–22 Chen Zhe - Martin Gould 59–17 Ken Doherty - Chen Zifan 17–51 Peter Lines - Liam Highfield 53–47 Fang Xiongman - David Gilbert 34–31 Adam Duffy | - Matthew Selt 46–11 Dominic Dale - Billy Joe Castle 68–24 Chris Wakelin - Elliot Slessor 87–4 Sanderson Lam - Barry Hawkins 67–0 Shaun Murphy - Kuldesh Johal 22–14 Wang Yuchen - Ashley Hugill 39–16 Ben Jones - Eden Sharav 52–54 Mei Xiwen - Hammad Miah 12–53 Joe Perry - Allan Taylor 90–0 Ian Burns - Li Hang 0–44 Mark Williams - Christopher Keogan 2–48 Michael Williams - Ashley Carty 34–43 Mark King |

| - James Silverwood 0–71 Stuart Bingham - John Astley 47–43 Ross Muir - Kurt Dunham 65–14 Chris Totten - Noppon Saengkham 79–0 Paul Davison - Robin Hull w/d–w/o Sunny Akani - Basem Eltahhan 44–17 Li Yuan - James Cahill 77–2 Rory McLeod - Alexander Ursenbacher 32–27 Jack Lisowski | - Jimmy White 70–27 Anthony Hamilton - David Grace 31–63 Xiao Guodong - Jamie Cope 19–41 Hamza Akbar - Tian Pengfei 35–16 Wayne Brown - Sam Baird 24–36 Joe Swail - James Wattana 55–18 Zhang Anda - Lee Walker 35–67 Stuart Carrington - Nigel Bond 53–10 Leo Fernandez |

| - Robert Milkins 59–31 Alfie Burden - Michael Georgiou 73–41 Thor Chuan Leong - Alex Borg 54–44 Daniel Wells - Fergal O'Brien 51–31 William Lemons - Mike Dunn 22–14 David John - Kyren Wilson 37–48 Ricky Walden - Kurt Maflin 13–27 Jak Jones - Niu Zhuang 20–49 Sean O'Sullivan - Matthew Stevens 62–41 Zhao Xintong - Oliver Brown 1–58 Ian Preece - Lewis Roberts 37–57 Jamie Jones - Gerard Greene 54–1 Zhou Yuelong | - Soheil Vahedi 22–40 Peter Ebdon - Zhang Yong 40–26 Jamie Curtis-Barrett - Mitchell Mann 0–62 Martin O'Donnell - Yan Bingtao 18–33 Graeme Dott - Josh Boileau 49–14 Daniel Ward - Lukas Kleckers 27–29 Gary Wilson - Michael White 34–8 Andrew Higginson - Oliver Lines 33–43 Cao Yupeng - Tom Ford 65–31 Mark Allen - Charlie Walters 9–22 Rod Lawler - Jimmy Robertson 15–37 Luca Brecel - Michael Holt 59–21 Ryan Day |

### Deuxième tour
10 février 2018.
| - Xiao Guodong 11–74 Tom Ford - Liam Highfield 43–44 Gerard Greene - Jamie Jones 44–0 Michael White - James Cahill 0–54 Graeme Dott - Noppon Saengkham 5–72 Martin O'Donnell - Matthew Stevens 27–26 David Lilley - Kuldesh Johal 25–53 Mike Dunn - Sean O'Sullivan 37–16 Peter Ebdon | - Robert Milkins 21–31 Hamza Akbar - Martin Gould 47–41 John Astley - Nigel Bond 31–28 Peter Lines - Fergal O'Brien 32–33 Ricky Walden - Lyu Haotian 21–48 Kurt Dunham - Michael Georgiou 84–1 Jak Jones - Zhang Yong 42–10 Ross Vallance - Barry Hawkins 75–40 Alex Davies |

| - James Wattana 45–55 Mark Williams - Alexander Ursenbacher 18–33 Rod Lawler - Michael Holt 2–32 Ashley Hugill - Duane Jones 36–61 Allan Taylor - Ali Carter 63–15 Joe Swail - Stuart Carrington 81–21 Ian Preece - Luca Brecel 56–7 Mei Xiwen - Cao Yupeng 27–24 Josh Boileau | - Jimmy White 35–49 Billy Joe Castle - Sunny Akani 95–0 David Gilbert - Elliot Slessor 51–0 Michael Williams - Matthew Selt 25–37 Alex Borg - Gary Wilson 10–28 Joe Perry - Mark King 47–47* Tian Pengfei - Basem Eltahhan 10–69 Mark Davis - Stuart Bingham 68–41 Scott Donaldson |

### Troisième tour
11 février 2018.
| - Ali Carter 1–71 Mark Davis - Hamza Akbar 16–45 Cao Yupeng - Stuart Carrington 57–26 Billy Joe Castle - Ashley Hugill 11–64 Graeme Dott - Tian Pengfei 16–26 Joe Perry - Zhang Yong 71–1 Mike Dunn - Jamie Jones 79–0 Rod Lawler - Stuart Bingham 60–0 Elliot Slessor | - Mark Williams 54–9 Allan Taylor - Sean O'Sullivan 41–51 Gerard Greene - Alex Borg 13–31 Sunny Akani - Martin O'Donnell 24–17 Ricky Walden - Kurt Dunham 1–84 Barry Hawkins - Tom Ford 51–29 Martin Gould - Luca Brecel 0–80 Michael Georgiou - Nigel Bond 71–9 Matthew Stevens |

### Quatrième tour
11 février 2018.
| - Sunny Akani 47–31 Tom Ford - Martin O'Donnell 33–21 Jamie Jones - Zhang Yong 48–24 Stuart Carrington - Nigel Bond 40–71 Michael Georgiou | - Gerard Greene 34–69 Cao Yupeng - Graeme Dott 64–24 Barry Hawkins - Joe Perry 61–56 Mark Williams - Stuart Bingham 6–45 Mark Davis |

### Quart de finale
11 février 2018.
| - Martin O'Donnell 48–9 Sunny Akani - Graeme Dott 61–35 Cao Yupeng | - Mark Davis 36*–36 Joe Perry - Michael Georgiou 114–9 Zhang Yong |

### Demi-finales
11 février 2018.
- Michael Georgiou 53–5  Martin O'Donnell

- Mark Davis 8–59  Graeme Dott

### Finale
11 février 2018.
- Michael Georgiou 67–56  Graeme Dott

## Centuries
- Michael Georgiou (109)
- Mark Davis (102)